# 柏木忠俊

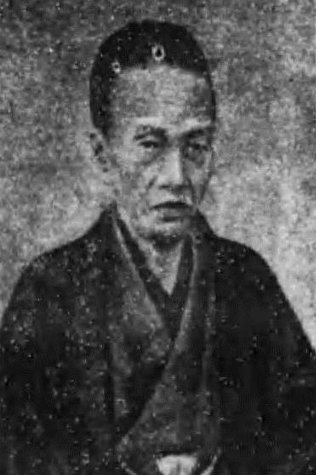
柏木忠俊

柏木 忠俊（かしわぎ ただとし、文政7年3月25日（1824年4月24日） - 明治11年（1878年）11月29日）は、韮山代官所手代。維新後は韮山県大参事、足柄県令を歴任。通称は総蔵で「柏木総蔵（そうぞう）」と記されている文献が多い。ほかに惣蔵、荘蔵など。

## 経歴
代々、江川太郎左衛門家の手代を務めてきた父・柏木平太郎の三男として生まれる。天保8年（1837年）、14歳のときに江川坦庵の中小姓兼書役見習となり、四年後手代（公事方）に進む。江戸詰となり、陰に陽に坦庵の秘書的存在として活躍した。韮山に長く滞在する坦庵の意を体して諸方との折衝に当たっていたため、諸藩には総蔵一人が江川家を切り盛りしているとの感を与えた。安政元年（1854年）7月、砲術・航海術・蒸気船製造の習得を目的とする長崎遊学を幕府に願い出、望月大象・矢田部郷雲の3人で新式爆弾ガラナートの製法研究などを行う。韮山反射炉や品川台場の築造に従事し、この他、江川の指示を受けて、江戸屋敷でパン製造を行った。
坦庵の死後、江川英敏・江川英武を補佐し、維新時には素早く朝廷に帰属して江川家を存続させ、韮山県大参事となる。芝新銭座の大小砲習練場（江川塾）は、幕府瓦解と共に長崎遊学時より懇意にしていた福沢諭吉に払い下げられ、慶應義塾の教場となった（翌年、慶應義塾の三田移転に伴い廃止）。会計官権判事となったが、病のためすぐに辞し、足柄県設置後は、参事から権令、県令へと進んだ。明治6年（1873年）には学制頒布に伴う教員養成のため講習所を設置、現在の静岡県立韮山高等学校の基礎を築いた。明治9年（1876年）の足柄県廃止後も、木戸孝允ら旧門人の勧めを断り、明治政府に出仕することなく、福澤諭吉ら旧幕臣と交遊しながら、終生江川氏と伊豆の民業育成に尽くした。
近藤喜則の子・柏木敏三郎を養嗣子とした。孫は画家の柏木俊一。